# Casla (kommun)
Casla är en kommun i Spanien.   Den ligger i provinsen Provincia de Segovia och regionen Kastilien och Leon, i den centrala delen av landet, 80 km norr om huvudstaden Madrid. Antalet invånare är 171.